# Проклятые земли: Затерянные в астрале
Проклятые земли: Затерянные в астрале (англ. Evil Islands: Lost in Astral) — четвёртая игра во вселенной «Аллоды». Эта игра практически полностью растеряла стратегические элементы серии, из них остались лишь элементы интерфейса и старая ролевая система, более характерная для игр типа RTS+RPG. Графика почти полностью аналогична оригинальным «Проклятым землям»: несмотря на обновлённые структуры и прочие доработки, внешний вид игры остался фактически тем же.

## Предыстория
Пока Зак-Избранный («Проклятые земли») ведёт бои для разгадки своей тайны, Кир и Кель на аллодах решают свои проблемы… Действие происходит в целом по пятам Зака (на Суслангере Кир появляется раньше Зака, на остальных островах позже). Кир — джун, родом из Джиграна. Вся его семья попала в плен к некроманту Фирезу, жаждущему власти над всем миром. Кир только в конце узнает о том, что Фирез, так же как и он, — джун, но другие джуны изгнали его, так как считали, что занятие некромантией недостойно истинного джуна.

## Сюжет
Фирез — чародей школы некромантов, являющийся также джуном, он сумел подчинить волю Великого Мага аллода Джигран. Фирез установил абсолютную власть. Все его подчинённые — бесправные рабы. Один из них — Кир — сумел совершить побег и переправиться на Суслангер.
На Суслангере он попадает в плен. К рабству ему не привыкать, и он совершает новый побег, прихватив с собой Кель — девушку из Суслангера.
Чтобы достигнуть своей цели, персонажам необходимо преодолеть множество испытаний.
В игре на первых трёх островах-аллодах есть несколько секретных миссий. Выполнив все миссии острова, игрок получает осколок Жезла Жизни. Если собрать все три осколка, то можно несколько изменить концовку игры. Если не выполнять секретные миссии, Кель по сюжету умирает, а Кир приобретает некоторые демонические черты (что больше отражается на характеристиках и не в самую лучшую сторону). Варианты концовки различаются очень незначительно.

## Характеристики
Интерфейс изменений не претерпел. Добавлен новый аллод Джигран. Сохранена разветвлённость сюжета, добавлены тайные миссии.
В самом начале игры вам предложат выбрать базовые для Кира и Кель характеристики: Разум, Ловкость и Силу. В соответствии с базовыми характеристиками героям откроются возможные умения: для силы соответственно боевые навыки, для разума — магические, для ловкости — навыки убийцы.
Джигран — аллод вечной осени. Это последний остров, где происходит действие игры. На нём разворачивается война между канийцами и хадаганцами, которых возглавляет некромант Фирез. Земля Джиграна не родит и заполнена нежитью, в том числе зомбированными оленями и взрывающимися зайцами.

## Герои

### Главные
- Кир (Кир-А-Чит-Ла) — джун, проведший всё детство в рабстве у Фиреза, родина — Джигран
- Кель — воровка, жившая до встречи с Киром в поместье Риндейла, родина — Суслангер

### Суслангер
- Алия — невеста Фейруза, воровка
- Брат-кузнец — кузнец из Братства Последнего Укрытия
- Брат Хатуль — глава Братства Последнего Укрытия
- Гадалка — предсказательница с Чёрного рынка
- Зара — купчиха из поместья Риндейла, промышляющая в том числе и незаконными товарами
- Карим — управляющий в поместье Риндейла
- Мастер Архар — торговец оружием на Чёрном рынке
- Мозгодёр — предводитель червелицых
- Риндейл — владелец поместья в районе портала, коллекционер пауков
- Сахиля — воровка, подруга Алии, живущая в Последнем Укрытии
- Сержант Зайрак — сержант по прозвищу Зайрак-Весельчак, инструктирующий новобранцев
- Фейруз — вор, часто соревнующийся в воровском искусстве с Кель
- Хартвейк — императорский офицер
- Чиновник — хадаганец, занимающийся распределением рабов

### Гипат
- Айри-Упрямая — внучка знахарки Эстеры
- Бабур-Скряга — мастер из Посёлка, позднее перебравшийся к Вольным охотникам
- Бор-Хитрец — атаман Вольных охотников
- Вождь Урк-Тар — орк, вождь одного из племён
- Разбойник — один из Вольных охотников
- Старый Дракон — дракон, повелевающий скелетами в Мёртвом городе
- Тка-Рик (Тка-а-Литан Ричти-а-Ник) — джун, Великий Маг аллода Гипат
- Тыначей — орк, шаман племени Урк-Тара
- Уйка-Ушастая — жительница поселения Вольных охотников, знающая все последние слухи
- Эстера-Вредная — знахарка, рассорившаяся со всем Посёлком, живёт в собственной пещере
- Ящер-Отшельник — ящер, говорящий на человеческом языке

### Ингос
- Вальрасиан — губернатор аллода Ингос
- Геральдина — предводительница Повелителей зверей
- Карансул — торговец, владеющий целым посёлком с цехами, мастерскими и мануфактурой
- Кривой — один из Повелителей зверей
- Ловкач — один из Повелителей зверей
- Свер-Зайчатник — мастер по заячьим шкуркам
- Серый Лист — лесовик, предводитель Зелёного клана
- Солдат — охранник заброшенных рудников, друг Ям-Акары
- Хаббуру — лесовик, старейшина Зелёного клана
- Хис — маг губернатора Вальрасиана
- Ям-Акара — маг, друг рыцаря Бриссена

### Джигран
- Барон Виррил — барон города Дар-Леанос, принадлежащего Канийской империи
- Вербовщик — хадаганец, вербующий людей для отправки на Суслангер
- Дартас — сын барона Виррила
- Джаминин — старый одинокий некромант
- Дядюшка Рад — торговец сладостями, шпион барона Виррила в крепости Дар-Улгорн
- Мастер Старк — потомственный мастер в городе Дар-Леанос
- Тай-Илара — девушка-джун, рабыня Фиреза, в которую был влюблён Кир
- Туи-Лен — джун, старик, попавший в рабство Фиреза
- Фирез — главный антагонист, джун, некромант, державший в плену Кира и других джунов

## Реакция русскоязычной игровой журналистики
- Крупнейший российский портал игр Absolute Games поставил игре 37 %. Обозреватель отметил интересный сюжет. К недостаткам были отнесены слаборазвитые квесты и отсутствие существенных отличий по сравнению с прародительницей. Вердикт: «От появления ценника смысл не поменялся — „ЗА“ рассчитана на ностальгирующих фанатов. Заинтересовать новичков ей если и удастся, то с великим трудом».[4]
- Журнал Игромания поставил игре 7,0 баллов из 10-ти, сделав следующее заключение: «Продолжение одной из лучших ролевых игр пятилетней давности с биркой „Сделано в России и с любовью“. Выйди игра три-четыре года назад — был бы однозначный хит».[5]
- Журнал Страна Игр поставил игре 6,5 баллов из 10-ти. К достоинствам игры были отнесены сильный сюжет и нововведения в игровом процессе. К недостаткам была отнесена слабая графика. Журнал сделал следующее заключение: «В целом, проект удался. Конечно, никакого сравнения с современными RPG он не выдерживает, но как вариация на тему „Проклятых Земель“ смотрится очень неплохо».[6]
- Журнал Лучшие Компьютерные Игры наградил игру медалью и поставил ей оценку 68 % из 100 %.[7]